# اللانهاية (أغنية إينا)
اللانهاية (بالإنجليزية: Endless)‏ هي أغنية للفنانة الرومانية إينا والتي قد صدرت في نوفمبر 2011، وتعتبر هذه الأغنية الرابعة من ألبومها الثاني (أنا مغنية روك النادي) الأغنية تمت كتابتها من قبل مغنيتها (إينا) وأنتجتها شركة (Play & Win).

## خلفية الأغنية
الأغنية أنتجت ووزعت من قبل (سيباستيان بارك) مارسيل بوتيزان) إلي جانب (رادو بولفيا)، ويعتبرون الثلاثة المنتجين الرسميون لشركةPlay & Win، والذي أنتجو لها أغانيها وألبوماتها السابقة، وتم تسجيل الأغنية في استوديوهات الشركة في بوخاريست في رومانيا، وتشمل الأغنية الرقص الأوروبي (Eurodance)، وتم تحميلها على موقع يوتيوب قبل أسبوعين على تاريخ إطلاق الألبوم، في 5 أيلول 2011، وقد جمعت أكثر من 300,000 مشاهدة اعتبارا من أكتوبر عام 2011.